# Peter Senge
Peter Michael Senge (né en 1947) est un professeur de management et auteur  américain, directeur du Center for Organizational Learning (Centre pour les organisations apprenantes) du MIT Sloan School of Management.
Il est surtout connu comme auteur du livre La cinquième discipline (en) publié en 1990 (et réédité à plusieurs reprises) dans lequel il présente le concept d'organisation apprenante développé avec Chris Argyris.
Il est maître de conférences pour le System Dynamics Group à la MIT Sloan School of Management et professeur à la New England Complex Systems Institute (en).
Il a collaboré en outre avec Otto Scharmer et est intervenu dans ses réflexions ayant abouti à la théorie U.

## La Cinquième Discipline
La version anglaise du livre de Senge a été vendue à plus d'un million d'exemplaires en 1997. La  Harvard Business Review le considère comme un des plus importants livres de management des 75 dernières années.
Le livre s'appuie largement sur la théorie des systèmes et les théories de la complexité. Il considère que le management approche trop souvent des problèmes complexes sur la base de modèles simplificateurs. Nous avons tendance à nous concentrer sur les parties plutôt qu'à voir le tout et à ne pas voir l'organisation comme un processus dynamique. Cela a souvent pour conséquence de privilégier le court terme sur le long terme. 
Notre incapacité à comprendre la dynamique globale du système nous conduit en outre à entrer dans des "cycles de reproches et d'auto-protection" qui nous amènent à considérer que les problèmes sont toujours causés par quelqu'un d'autre.